# Coraje
El coraje, como sinónimo de valentía, es una cualidad humana, definida como la fuerza de voluntad que puede desarrollar una persona para superar ciertos impedimentos, sin miedo al fracaso, realizando gestos de valor, tanto por los demás como por uno mismo. También puede definir un estado de furia, ira, irritación o enojo.
El coraje físico es valentía ante al dolor físico, los sufrimientos, la posibilidad de recibir lesiones o incluso la muerte. El coraje moral permite actuar correctamente aun ante la oposición popular y a pesar de recibir por ello descrédito, vergüenza, deshonor o represalias sociales.  El coraje psicológico o emocional permite afrontar acciones o conversaciones difíciles por la carga emocional de las mismas.
La virtud clásica de la fortaleza (en latín, fortitudo) también se traduce como "coraje", pero incluye los aspectos de perseverancia y paciencia.

## Características del coraje

### Miedo y confianza en relación con la valentía
Según el profesor Daniel Putman, "el valor implica una elección deliberada frente a circunstancias dolorosas o aterradoras en aras de un objetivo digno". Con esta realización, Putman concluye que "existe una estrecha conexión entre el miedo y la confianza". El miedo y la confianza en relación con el coraje pueden determinar el éxito de un acto u objetivo valiente. Pueden verse como las variables independientes del coraje, y su relación puede afectar la forma en que respondemos al miedo. Además, la confianza de la que se habla aquí es la confianza en uno mismo; confianza en conocer las propias habilidades y capacidades y ser capaz de determinar cuándo luchar contra el miedo o cuándo huir de él. Putman afirma que: "El ideal de la valentía no es solo un control rígido del miedo, ni es una negación de la emoción. El ideal es juzgar una situación, aceptar la emoción como parte de la naturaleza humana y, esperamos, usar bien -hábitos desarrollados para confrontar el miedo y permitir que la razón guíe nuestro comportamiento hacia una meta que valga la pena".
Según Putman, Aristóteles se refiere a un nivel apropiado de miedo y confianza en el coraje. "El miedo, aunque puede variar de persona a persona, no es completamente relativo y solo es apropiado si 'coincide con el peligro de la situación'". Lo mismo ocurre con la confianza en que hay dos aspectos de la confianza en uno mismo en una situación peligrosa.
1. "una confianza realista en el valor de una causa que motiva la acción positiva".
2. "conocer nuestras propias habilidades y capacidades. Un segundo significado de confianza apropiada es entonces una forma de autoconocimiento".[9]

Sin un equilibrio adecuado entre el miedo y la confianza ante una amenaza, no se puede tener el coraje para superarla. Putman afirma que "si las dos emociones son distintas, entonces los excesos o las deficiencias en el miedo o la confianza pueden distorsionar el coraje".

### Posibles distorsiones del coraje
Según Putman, hay cuatro posibilidades:
1. "Nivel de miedo superior al que exige una situación, nivel bajo de confianza". Alguien así sería percibido como un cobarde;
2. “Nivel de miedo excesivamente bajo cuando el miedo real es un nivel de confianza adecuado, excesivamente alto”. Alguien así sería percibido como temerario;
3. “Nivel de miedo excesivamente alto, pero la confianza también es excesivamente alta”. La tercera posibilidad puede ocurrir si alguien experimentó una experiencia traumática que le provocó una gran ansiedad durante gran parte de su vida. Entonces, el miedo que experimentan sería a menudo inapropiado y excesivo. Sin embargo, como mecanismo defensivo, la persona mostraría niveles excesivos de confianza como una forma de confrontar su miedo irracional y "probarse" algo a sí mismo oa los demás". Por lo tanto, esta distorsión podría verse como un método de afrontamiento de su miedo.
4. “Nivel de miedo excesivamente bajo y nivel de confianza bajo”. Para la última posibilidad, puede verse como desesperanza o fatalismo.

Así, Putman identifica el miedo y el coraje como profundamente entrelazados y que se basan en percepciones distintas: "el peligro de la situación", "el mérito de la causa", "y la percepción de la capacidad de uno".

## Fortaleza
Fortaleza y coraje se distinguen en que la fortaleza es la fuerza mental o emocional que permite el coraje frente a la adversidad Según el teólogo presbiteriano William Swan Plumer, "También existe, en estricta corrección del lenguaje, una diferencia entre coraje y fortaleza. El coraje enfrenta y resiste el peligro; la fortaleza soporta el dolor... El coraje es para la acción; la fortaleza para el sufrimiento. En este sentido, la fortaleza difiere poco de la constancia y la paciente resistencia".
Tomás de Aquino dice que la fortaleza ocupa el tercer lugar después de la prudencia y la justicia entre las virtudes cardinales. Distingue la fortaleza de la valentía, que con demasiada facilidad puede convertirse en temeridad a través de una audacia miope con resultados desastrosos Tanto en el catolicismo como en el anglicanismo, la fortaleza es también uno de los siete dones del Espíritu Santo.

## Teorías

### La antigua Grecia
Platón, Musei Capitolini
En las Láquesis de Platón se habla del valor, pero no se llega a una conclusión satisfactoria sobre lo que es el valor. Se ofrecen muchas definiciones de valor.
- "... un hombre dispuesto a permanecer en su puesto y a defenderse del enemigo sin huir..."[14]

- "... una especie de resistencia del alma ..."[14]

- "... conocimiento de los fundamentos del miedo y la esperanza ..."[15]

Aunque se dan muchas definiciones en las Laches de Platón, todas son refutadas, lo que da al lector una idea del estilo de argumentación de Platón. Los laques son un escrito temprano de Platón, lo que puede ser una razón por la que no llega a una conclusión clara. En estos primeros escritos, Platón aún está desarrollando sus ideas y muestra la influencia de sus maestros, como Sócrates.
En La República, Platón describe el coraje como una especie de perseverancia - "la preservación de la creencia que ha sido inculcada por la ley a través de la educación sobre qué cosas y tipos de cosas deben ser temidas". Platón explica esta perseverancia como la capacidad de perseverar a través de todas las emociones, como el sufrimiento, el placer y el miedo.
Como cualidad deseable, el valor se discute ampliamente en Aristóteles en el contexto de una muerte gloriosa en la batalla por una causa noble. En la Ética Nicomaquea, donde su ausencia es el vicio de la cobardía y su exceso el de la temeridad, el valor representa el medio entre los dos extremos.
Tucídides, un historiador griego del siglo V, escribió: "Los más valientes son, sin duda, aquellos que tienen la visión más clara de lo que tienen delante, tanto de la gloria como del peligro, y que, sin embargo, salen a su encuentro"

### Antigua Roma
En el Imperio Romano, el valor formaba parte de la virtud universal de virtus. El filósofo y estadista romano Cicerón (106 Adc al 43) enumera las virtudes cardinales pero no las nombra como tales: "La virtud puede definirse como un hábito mental (animi) en armonía con la razón y el orden de la naturaleza. Consta de cuatro partes: sabiduría (prudentiam), justicia, valor y templanza." Sin embargo, Cicerón sostenía que "un espíritu valeroso en un humano que no ha alcanzado la perfección y la sabiduría ideal es generalmente demasiado impetuoso".

### Tradiciones occidentales
En De Officiis Ministrorum, Ambrosio se hace eco de Cicerón al mantener reservas respecto a quienes exhiben valor sin haber demostrado aún un equilibrio moral general. Ambrosio sostenía que la fortaleza sin justicia provoca injusticia, ya que cuanto más fuerte es un hombre, más dispuesto está a oprimir al más débil.
La valentía es una virtud natural que San Agustín no consideraba una virtud para los cristianos.

### Tradiciones orientales
El Tao Te Ching' sostiene que el valor se deriva del amor (慈故能勇) traducido como: "Del amor se adquiere el valor."
En la tradición hindú, el Coraje / la Valentía  y la Paciencia aparecen como las dos primeras de las diez características  del dharma en el Manusmṛti] hindú, junto con el perdón, la tolerancia, honestidad, restricción física, limpieza, perceptividad, conocimiento, veracidad  y control de la ira. 
Las creencias islámicas también presentan el valor y el autocontrol como factores clave para enfrentarse al Diablo (tanto interna como externamente). Muchos tienen esta creencia debido a la valentía que demostraron los Profetas del pasado (mediante la paz y la paciencia), a pesar de que había gente que los despreciaba.[cita requerida]

### Moderno

#### SigloXIX
Thomas Hobbes enumera las virtudes en las categorías de virtudes morales y virtudes de los hombres en su obra El hombre y el ciudadano. Hobbes esboza las virtudes morales como virtudes en los ciudadanos, es decir, virtudes que sin excepción son beneficiosas para la sociedad en su conjunto. Estas virtudes morales son la justicia (es decir, no violar la ley) y la caridad. El valor, así como la prudencia y la templanza, se enumeran como virtudes de los hombres. Con esto Hobbes quiere decir que estas virtudes se invierten únicamente en el bien privado en contraposición al bien público de la justicia y la caridad. Hobbes describe el valor y la prudencia como fortalezas de la mente en contraposición a una bondad de modales. Estas virtudes están siempre destinadas a actuar en interés del individuo, mientras que los efectos positivos y/o negativos de la sociedad son un mero subproducto. Esto se deriva de la idea expuesta en Leviatán' de que el estado de naturaleza es "solitario, pobre, desagradable, bruto y breve" y la autoconservación es el aspecto más fundamental del comportamiento. Según Hobbes, el valor es una virtud del individuo para asegurarse una mayor posibilidad de supervivencia, mientras que las virtudes morales abordan el contrato social de Hobbes, que los hombres civilizados despliegan (en diversos grados) para trascender el estado de naturaleza. Hobbes también utiliza la idea de fortaleza como virtud. La fortaleza es "atreverse", según Hobbes, pero también "resistir con firmeza a los peligros presentes". Se trata de una elaboración más profunda del concepto de valentía de Hobbes que se aborda anteriormente en .
David Hume clasificó las virtudes en dos categorías en su obra Tratado de la naturaleza humana: virtudes artificiales y virtudes naturales. Hume categorizó el coraje como una virtud natural. En la sección del Tratado "Del orgullo y la humildad, sus objetos y causas", Hume escribió que el coraje es una causa del orgullo: "Toda cualidad valiosa de la mente, ya sea de la imaginación, el juicio, la memoria o la disposición; el ingenio, el buen sentido, el aprendizaje, el coraje, la justicia, la integridad; todos estos son la causa del orgullo; y sus opuestos de la humildad".
Hume también escribió que el valor y la alegría tienen efectos positivos en el alma: "...ya que el alma, cuando se eleva con alegría y coraje, en cierto modo busca oposición, y se lanza con presteza a cualquier escena de pensamiento o acción, donde su coraje encuentra materia para nutrirlo y emplearlo". Junto con el valor que nutre y emplea, Hume también escribió que el valor defiende a los seres humanos en el Tratado: "Ganamos fácilmente de la liberalidad de los demás, pero siempre estamos en peligro de perder por su avaricia: El coraje nos defiende, pero la cobardía nos expone a cualquier ataque".

Hume consideró lo que el coraje excesivo hace al carácter de un héroe en la sección "De las Otras Virtudes y Vicios" del Tratado: "Por consiguiente, podemos observar que un valor y magnanimidad excesivos, especialmente cuando se manifiesta bajo el ceño de la fortuna, contribuye en gran medida al carácter de un héroe, y hará que una persona sea admirada por la posteridad; al mismo tiempo, arruina sus asuntos, y lo conduce a peligros y dificultades, con los que de otro modo nunca habría estado familiarizado".

Otras interpretaciones del valor que Hume ofreció pueden derivarse de las opiniones de Hume sobre la moral, la razón, el sentimiento y la virtud de su obra An Enquiry Concerning the Principles of Morals.

#### SigloXIXen adelante
Søren Kierkegaard oponía el coraje a la angustia,[cita requerida] mientras que Paul Tillich oponía un existencial coraje de ser con el no ser, equiparándolo fundamentalmente con la religión:

El coraje es la autoafirmación del ser a pesar del hecho de no ser. Es el acto del yo individual al tomar sobre sí la ansiedad del no-ser afirmándose... en la ansiedad de la culpa y la condena.... todo coraje de ser tiene abierta o encubiertamente una raíz religiosa. Porque la religión es el estado de ser asido por el poder de ser en sí mismo.